# Bobby Johnstone
Bobby Johnstone, właśc. Robert Johnstone (ur. 7 września 1929 w Selkirk, zm. 22 sierpnia 2001 tamże) – szkocki piłkarz występujący na pozycji napastnika.

## Kariera klubowa
W wieku juniorskim Johnstone grał w lokalnych drużynach: Newtongrange Star oraz Selkirk. W 1946 roku dołączył do drużyny juniorskiej Hibernianu, a w 1948 roku awansował do pierwszego zespołu, który rywalizował w Scottish Division A. Wspólnie z Hibernianem zdobył dwa tytuły mistrza Szkocji (1951, 1952) oraz dwukrotnie zajmował drugie miejsce w lidze (1950, 1953). W 1951 roku dotarł z nim też do finału Pucharu Ligi Szkockiej (przegranego z Motherwell).
Na początku 1955 roku przeszedł do angielskiego Manchesteru City z Division One. W lidze tej zadebiutował 16 marca 1955 w wygranym 4:2 meczu z Boltonem, zaś 8 kwietnia 1955 w wygranym 4:0 pojedynku z West Bromwich Albion strzelił swojego pierwszego gola w Division One. W sezonie 1954/1955 dotarł z klubem do finału Pucharu Anglii, gdzie zdobył bramkę. Jednakże zespół City został pokonany przez Newcastle United wynikiem 3:1. Kolejny sezon przyniósł kolejny finał krajowego pucharu. Tym razem City triumfowało, pokonując Birmingham City 3:1. 
W 1959 roku Johnstone wrócił do Hibernianu i spędził tam sezon 1959/1960. Następnie ponownie grał w Anglii, w zespole Oldham Athletic z Division Four. W sezonie 1962/1963 awansował z nim do Division Three. W 1965 roku odszedł do nieligowego Witton Albion, gdzie w 1966 roku zakończył karierę.

## Kariera reprezentacyjna
W reprezentacji Szkocji Johnstone zadebiutował 14 kwietnia 1951 w wygranym 3:2 pojedynku British Home Championship z Anglią, strzelając wówczas gola. 
W 1954 roku został powołany do kadry na mistrzostwa świata. Nie zagrał jednak na nich w żadnym meczu, a Szkocja zakończyła turniej na fazie grupowej.
W latach 1951–1956 w drużynie narodowej rozegrał 17 spotkań i zdobył 10 bramek.